# 정우식 (정치인)
정우식(鄭雨湜, 1921년 8월 13일~2012년 7월 19일)은 대한민국의 정치인이다. 제8·9대 국회의원, 제14대 제주도지사를 지냈다. 종교는 불교이다. 본관은 초계.

## 학력
- 진주고등학교 졸업
- 일본중앙대학교 법과 졸업
- 미 육군 헌병학교 졸업(ACO)
- 미 국제대학원 수료(미국무관직할)
- 육군대학 졸업

## 경력
- 서울지구 헌병부장
- 서울특별시 경찰국장
- 경찰전문학교장
- 제주도지사
- 재단법인 육영재단 상임이사
- 대한 테니스 협회장

## 역대 선거 결과
|  | 62.87% |

|  | 32.97% |